# The Power and the Glory (film 1918)
The Power and the Glory è un film muto del 1918 diretto da Lawrence C. Windom. Prodotto e distribuito dalla World Film, aveva come interpreti June Elvidge, Frank Mayo, Madge Evans, Johnny Hines, Al Hart, Clay Clement.
La sceneggiatura di Hamilton Smith e di Harry O. Hoyt si basa sull'omonimo romanzo di Grace MacGowan Cooke pubblicato a New York nel 1910.

## Trama
Jonnie Consadine, una giovane delle Blue Ridge Mountains, forte e volitiva, parte per la città lasciando a casa lo zio, Pros Passmore, impegnato come sempre nella ricerca di una miniera d'argento di cui da tempo si sono perse le tracce. Jonnie, giunta in città, trova lavoro in fabbrica. Uno dei proprietari, Gray Stoddard, si interessa a lei, provocando la stizza di Shade Buckheath, un operaio che sperava di sposare lui la ragazza. Quando Pap Himes, il padrone della pensione dove vive Jonnie, viene a sapere che Pros ha trovato la miniera tanto cercata, si mette in combutta con Shade per derubare il vecchio. Pap, in seguito, sposa la madre di Jonnie e manda a lavorare in fabbrica anche i bambini. Gray, che ha sempre cercato di migliorare le condizioni di lavoro dei suoi operai, resta profondamente amareggiato dalla cosa, credendo che Jonnie approvi le decisioni di Pap. Dopo una serie di avventure e di pericoli che minacciano la vita di Gray e Jonnie, la verità viene ristabilita e la miniera di Pros viene restituita alla famiglia Considine.

## Produzione
Alcune scene del film, che fu prodotto dalla World Film, vennero girate a Bat Cave, nella Carolina del Nord.

## Distribuzione
Il copyright del film, richiesto dalla World Film Corp., fu registrato il 16 agosto 1918 con il numero LU12752. Distribuito dalla World Film, il film uscì nelle sale cinematografiche statunitensi il 2 settembre 1918.
Copia completa della pellicola si trova conservata negli archivi della Cinémathèque française di Parigi.